# Бозио, Анджолина
Анджолина Бозио (итал. Angiolina Bosio; 28 августа 1830, Турин — 31 марта (12 апреля) 1859, Санкт-Петербург) — итальянская оперная певица (сопрано).

## Биография
Анджолина Бозио родилась 28 августа 1830 года в Турине в семье бедного певца-комедианта. В десять лет стала учиться в Милане у профессора Венчеслао Каттанео, затем вернулась на родину в Турин, где продолжила обучение у профессора Монтаны. В июле 1846 года в Королевском театре Милана состоялся звёздный дебют Анджолины в роли Лукреции в опере «Двое Фоскари». Чуть позже она пела в известном тогда миланском оперном театре Каркано, соперничавшем с самим Ла Скала, её приглашали и на другие сцены, она выступала в Вероне, Мадриде, Копенгагене, на сцене лондонского Ковент-Гардена, а в 1848 году в первый раз вышла на подмостки парижской Гранд-оперы. В 1850—1851 гг. певица жила в США и выступала вместе с труппой Гаванской итальянской оперной компании.
В 1851 году после возвращения из США в Европу, Бозио вышла замуж за грека по фамилии Ксиндавелонис, с котором познакомилась в Мадриде. После свадьбы Ксиндавелонис стал импресарио своей жены.
В период с 1852 по 1855 год неоднократно выступала в Париже. В отличие от многих современниц Анджолина пользовалась за рубежами Италии популярностью даже большей, чем на родине. Неоднократные гастроли по странам Европы и выступления в США принесли ей всеобщее признание, поставили её в один ряд с лучшими артистками того времени.
Осенью 1855 года Бозио впервые побывала в России, где выступала вместе с итальянской труппой в московском Большом театре. Было дано более двадцати спектаклей, певица блестяще спела Виолетту в опере Джузеппе Верди «Травиата». Её триумфальные выступления произвели настоящий фурор. Четыре сезона Анджолина Бозио выступала в России, в марте 1859 года поехала из Санкт-Петербурга в Москву, чтобы дать несколько концертов, но на обратном пути простудилась и заболела. Простуда переросла в пневмонию, и, проболев три недели, Бозио скончалась. В последний путь певицу провожал весь Петербург. Иван Тургенев писал:

Сегодня я узнал о смерти Бозио и очень пожалел о ней. Я видел её в день её последнего представления: она играла «Травиату»; не думала она тогда, разыгрывая умирающую, что ей скоро придётся исполнить эту роль не в шутку. Прах и тлен, и ложь — всё земное.
Была похоронена 4 (16) апреля на привилегированном участке Святой Екатерины Выборгского католического кладбища, где в 1861 году был установлен памятник работы мастера Пиетро Косты. В 1939 году, в связи с закрытием и последовавшим уничтожением Выборгского некрополя, останки Бозио и надгробие были перенесены в Александро-Невскую лавру на Тихвинское кладбище — Некрополь мастеров искусств. Надгробие могилы А. Бозио является объектом культурного наследия федерального уровня.
Рецензенты дружно писали, что с каждым спектаклем пение Бозио становится совершеннее. «Голос очаровательной, симпатичной нашей певицы стал, кажется, сильнее, свежее»; или: «…голос Бозио приобретал более и более силы, по мере того как успех её упрочивался… голос её стал звучнее».

## Роли в театре
- «Двое Фоскари» — Лукреция
- «Трубадур» — Леонора
- «Макбет» — леди Макбет
- «Любовный напиток» — Адина
- «Пуритане» — Эльвира Уолтон
- «Луиза Миллер» — Луиза
- «Риголетто» — Джильда

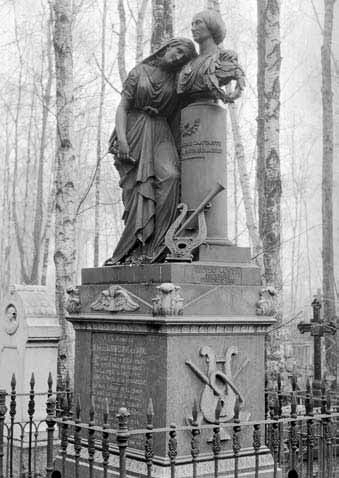
Памятник Бозио на Выборгском римско-католическом кладбище

- «Матильда ди Шабран, или Красота и Железное сердце» — Матильда
- «Семирамида» — Семирамида
- «Граф Ори» — графиня Формутье
- «Севильский цирюльник» — Розина
- «Дон Жуан» — Церлина
- «Фра-Дьяволо» — Церлина
- «Марта» — леди Гарриет Дюрэм
- «Травиата» — Виолетта Валери
- «Дон Паскуале» — Норина

## Память

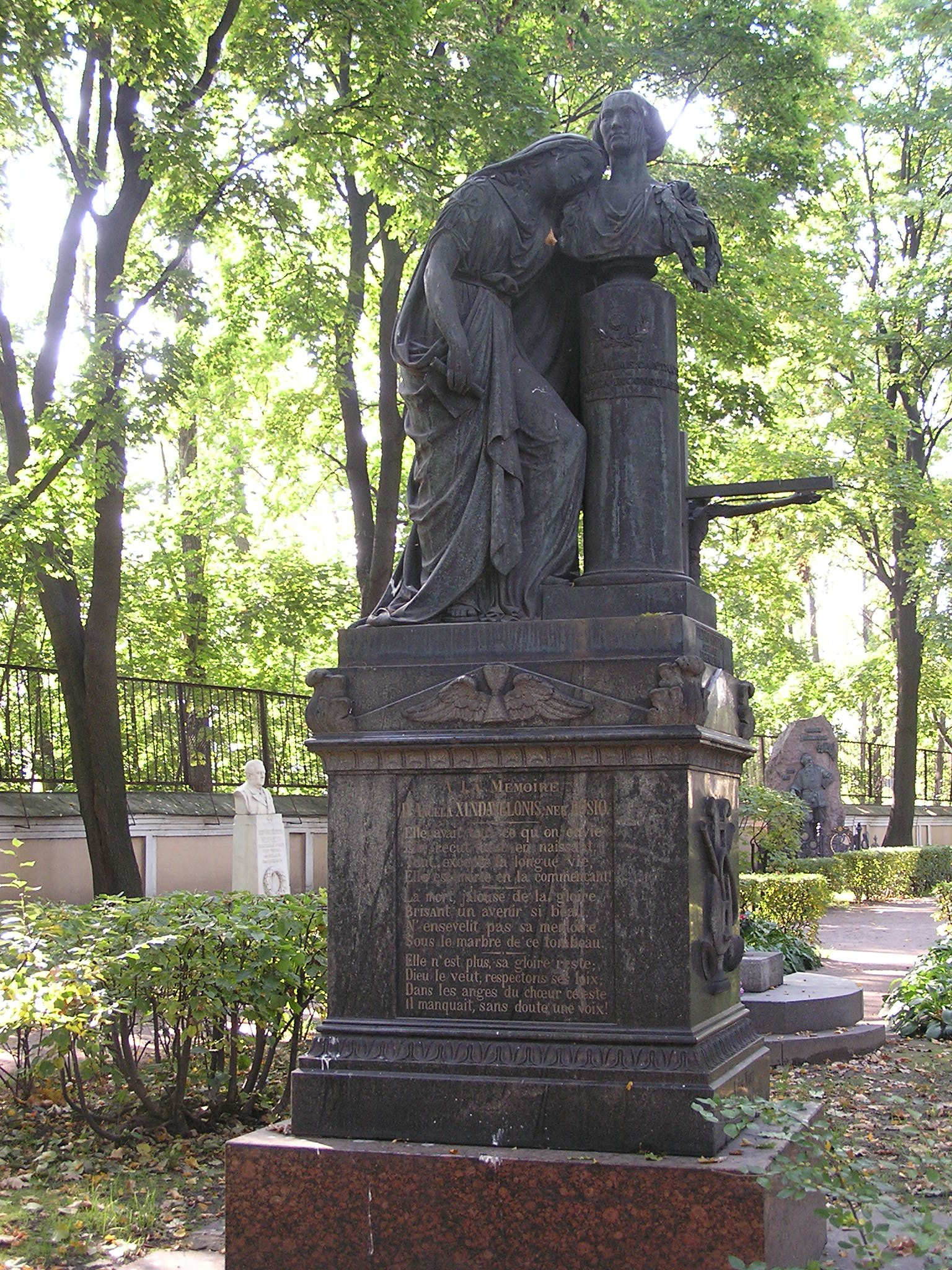
Памятник Бозио, перенесённый в Некрополь мастеров искусств

Анджолина Бозио упоминается в романе Н. Г. Чернышевского «Что делать?», в стихах О. Э. Мандельштама («И живая ласточка упала // На горячие снега», в повести «Египетская марка»), и в стихотворении Николая Некрасова:
Вспомним — Бозио. Чванный Петрополь

Не жалел ничего для неё.

Но напрасно ты кутала в соболь

Соловьиное горло своё.

Дочь Италии! С русским морозом

Трудно сладить полуденным розам

Перед силой его роковой

Ты поникла челом идеальным.

И лежишь ты в отчизне чужой

На кладби́ще пустом и печальном.